# Linha de instabilidade

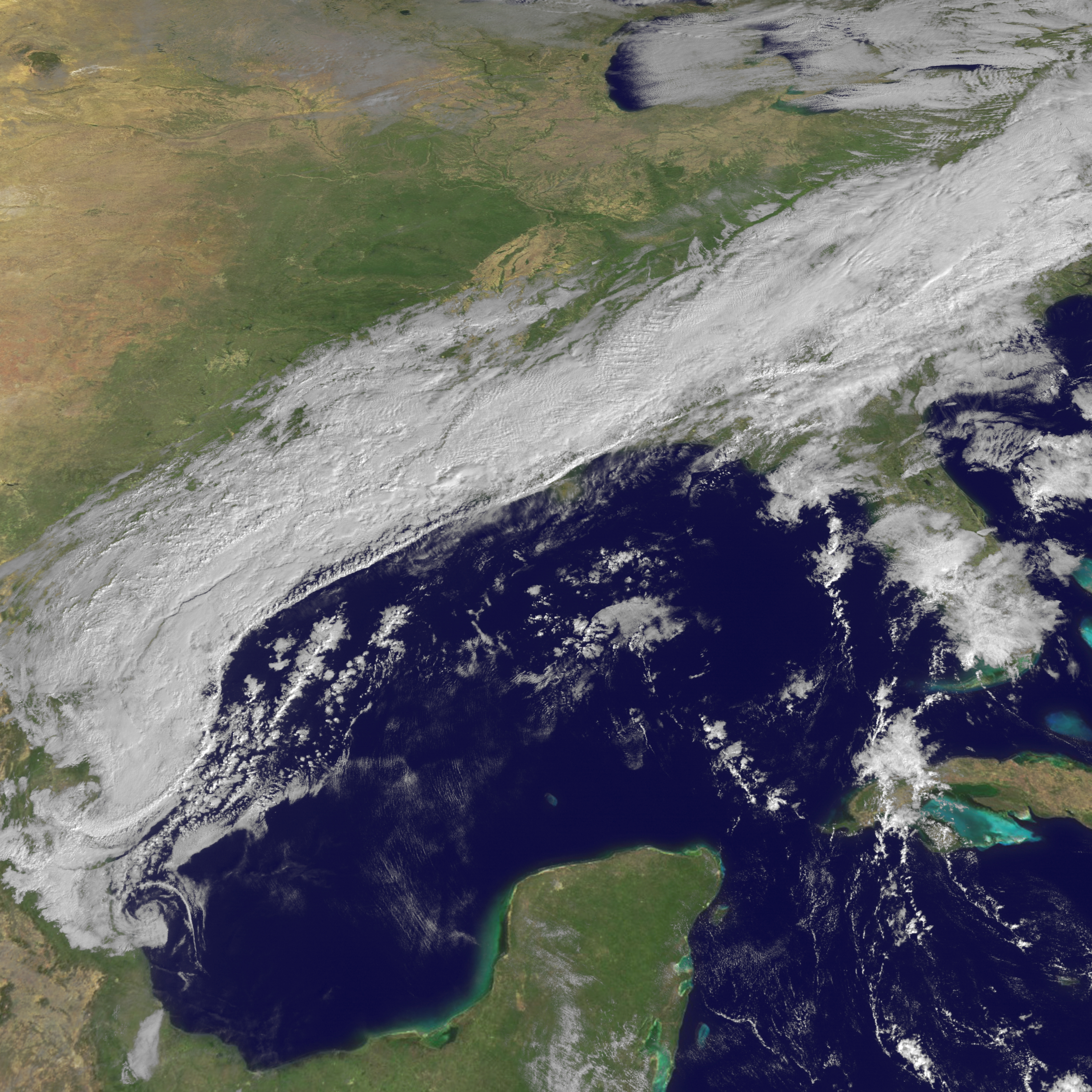
Linha de instabilidade sobre os Estados Unidos.

Linha de instabilidade é uma zona de instabilidade na qual uma série de tempestades estão dispostas de forma alinhada. São tidas como uma tempestade multicelular, uma vez que são formadas por várias células convectivas de curta duração. A frente de rajada normalmente é mais intensa do que de tempestades de uma única célula, especialmente na direção do seu movimento frontal. Formam-se principalmente em regiões mais quentes, nas zonas tropicais. Sua ocorrência normalmente está associada a eventos de tempo severo, como chuva intensa, granizo, ventos fortes e até mesmo a formação de tornados. Podem ainda dar origem a um tipo de tempestade, o derecho, caracterizado por fortes ventos que atingem grandes áreas.

## Teoria

Evolução típica de um eco de radar (a) em um eco em arco (b,c) e em um eco em vírgula (d). Linha trajeçada indica o eixo de maior potencial para a ocorrência de rajadas de vento. Setas indicam a direção do vento em relação à tempestade. Área C é a mais sujeita ao desenvolvimento de tornados

A teoria de frentes polares foi desenvolvida por Jacob Bjerknes, a partir de uma densa rede de locais de observação meteorológica na Escandinávia durante a Primeira Guerra Mundial. Sua teoria propunha que o fluxo interno principal em um ciclone estava concentrado ao longo de duas linhas de convergência, uma a frente e outra posterior à área de baixa pressão. A zona de convergência posterior era referida como linha de instabilidade ou frente fria. Áreas de concentração de nuvens e precipitação pareciam estar predominantes ao longo desta zona de convergência. O conceito de zonas frontais levou ao conceito de massas de ar. A natureza da estrutura tridimensional dos ciclones foi conceitualizada após o desenvolvimento da rede de monitoramento da atmosfera superior ao longo da década de 1940.

## Características

Linha de instabilidade no centro dos Estados Unidos, em imagem de radar

Linhas de instabilidade são uma série de nuvens cumulonimbus alinhadas que se deslocam uniformemente, com duração de algumas horas até um dia. Frequentemente formam-se células convectivas isoladas, entre as quais novos sistemas convectivos surgem até que se complete seu formato característico, ou já surgem em formato de linha quando forçados pela passagem de uma frente. No início de seu ciclo, são bandas estreitas e intensas que posteriormente se tornam mais largas e fracas. Áreas de atividade de trovoadas organizadas normalmente se formam por influência de zonas frontais preexistentes, e estas podem ultrapassar frentes frias, formando-se até 300 km a frente desta, sendo neste caso chamada de linha de instabilidade pré-frontal. Contudo ainda não se sabe exatamente a razão pela qual isso acontece. Uma das teorias sugere que a frente cause a formação de sistemas convectivos que se desfazem e posteriormente voltem a se formar mais a frente. Fortes ventos descendentes podem ocorrer atrás da linha de instabilidade, provocados pelo resfriamento do ar causado pela chuva. O ar que desce rapidamente pode concentrar-se em um jato de entrada traseiro, uma vez que este adentra na nuvem. Os fortes ventos descendentes empurram a linha de instabilidade para frente. Atrás da linha de instabilidade, nuvens estratificadas se espalham, provocando chuva leve.
Se uma linha de instabilidade se forma sobre regiões áridas, uma tempestade de areia conhecida como haboob pode resultar na formação de fortes ventos que carregam consigo poeira da superfície. Atrás de uma linha de instabilidade madura, uma área de baixa pressão em altitudes médias, mesobaixa, pode se formar, o que pode criar um súbito aumento de temperatura por conta da massa de ar descendente que não mais está sendo resfriada pela chuva.

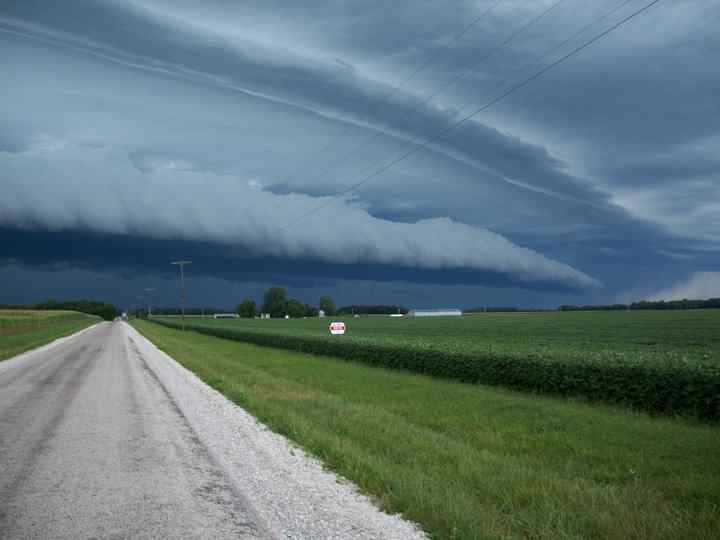
Aproximação de uma linha de instabilidade sobre Illinois, nos Estados Unidos.

### Indicadores de tempo severo
Linhas de instabilidade tipicamente se curvam devido à formação do sistema de alta pressão em mesoescala que se forma dentro da área de chuva estratiforme atrás da linha inicial. Esta área se forma por conta do forte movimento de ar descendente atrás das zonas de instabilidade, que podem vir em formas de rajadas de vento na superfície. A diferença de pressão entre a zona alta em mesoescala e as pressões menores ao longo da linha de instabilidade causa fortes ventos, que são mais fortes onde a linha é mais curvada. Outro indicativo da formação de tempo severo ao longo da linha de tempestades é seu desenvolvimento até exibir um formato extremamente curvado, em eco. Sua formação pode indicar, além de fortes ventos, a ocorrência de granizo e até mesmo tornados. A cada nó ao longo da linha curvada se forma uma área de baixa pressão em mesoescala, em cada qual pode haver um tornado. Em resposta ao forte fluxo de vento, uma porção da linha se dobra para fora formando um eco em arco. Atrás desta dobra encontra-se a área de alta pressão em mesoescala.

## Derecho

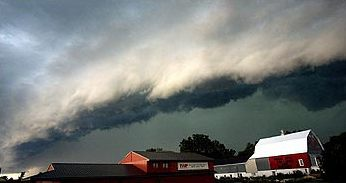
Derecho fotografado em Minnesota, nos Estados Unidos.

Um derecho (do espanhol derecho, significando "direito") é uma tempestade convectiva generalizada, de longa duração, com ventos retilíneos e associada a uma banda de tempestades severas se movendo rapidamente, usualmente tomando a forma de um eco em arco. Derechos sopram na direção determinada pelo movimento da tempestade associada, similar às frentes de rajadas, exceto pelo fato de que a velocidade do vento aumenta no interior da tempestade. Registrados tipicamente em climas quentes, derechos ocorrem com mais frequência no verão, e não há diferença de ocorrência entre o dia e a noite.
O critério tradicional que distingue um derecho de uma tempestade severa são os ventos sustentados de mais de 90 km/h durante a tempestade, com rápido aumento e sua extensão geográfica (de mais de 460 km) em comprimento. Ademais, têm um aparência distinta no radar (eco em arco), várias características únicas como os ventos incidentes em sua parte posterior e o vórtices delineados, e normalmente manifestam duas ou mais rajadas de vento descendentes. Apesar de estas tempestades ocorrerem mais comumente na América do Norte, já foram registradas em outras partes do mundo, incluindo-se o Brasil. Por exemplo, em Bangladesh e porções adjacentes da Índia, um tipo de tempestade conhecida como "Nor'wester" pode ser um derecho progressivo.